# Будный, Симон
Симо́н Бу́дный (церк.-слав. Симωнъ Будный, бел. Сымон Будны, пол. Symon Budny; январь 1530, Будне, Белосточье, Великое княжество Литовское — 13 января 1593, Вишнево, Минское воеводство, Речь Посполитая) — духовный писатель Речи Посполитой, гуманист, сперва придерживавшийся кальвинистских взглядов, а впоследствии, наряду с другими польскими братьями, ставший ревностным проповедником-антитринитарием, церковный реформатор, книгоиздатель.
Будучи кальвинистом, Будный перевёл Библию на польский язык, которая была издана в Несвиже в 1570 г. и переиздана с изменениями в 1572 г. «При переводе он по своему усмотрению расширял или сокращал текст евангелистов, вообще очень ловко изменял текст с целью оправдания своего учения». Будный также напечатал на западнорусском книжном языке Катехизис, ставший одной из первых попыток радикальной рационалистической критики Евангелия в Восточной Европе. Став социнианином, Будный утратил поддержку Радзивилла, расторг отношения с кальвинистами и перешёл в Лоск. За свои убеждения и умышленное искажение Библии при переводе был обвинён в ереси и отлучён от протестантской общины. До наших дней сохранилось очень мало сочинений Будного, так как католики собирали и сжигали их как еретические.
Будный издал Катехизис на книжном западнорусском языке и считается одним из немногих интеллектуалов Речи Посполитой, обратившихся к развитию народной культуры на территории современной Белоруссии. Будный был лично знаком с первопечатниками Иваном Фёдоровым, Петром Тимофеевым, Василием Тяпинским.

## Биография

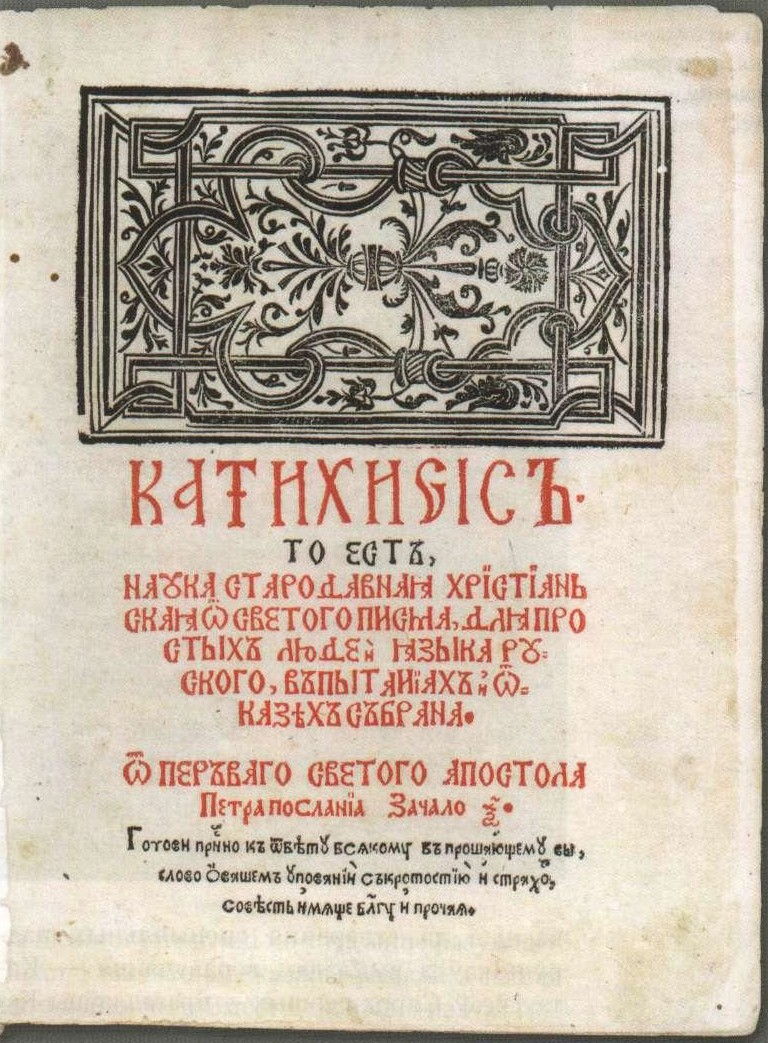
«Катехизис» Будного. Несвиж, 1562

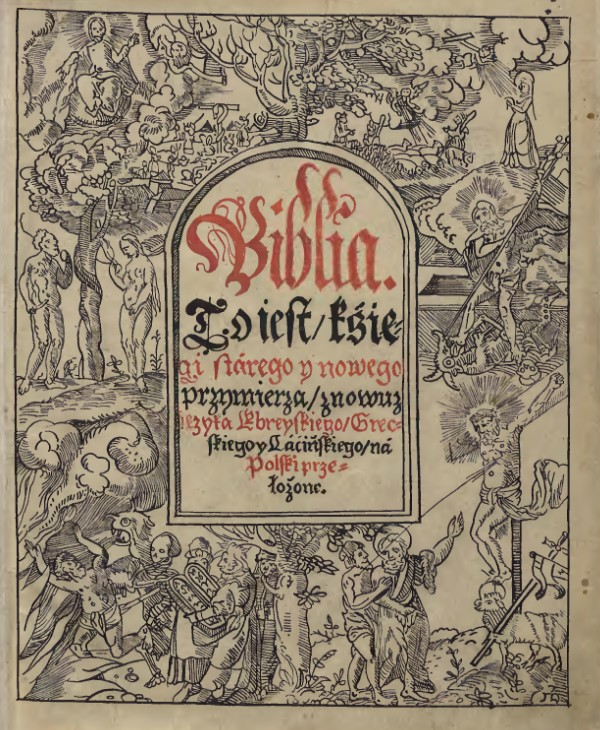
Несвижская библия Будного на польском языке, 1572

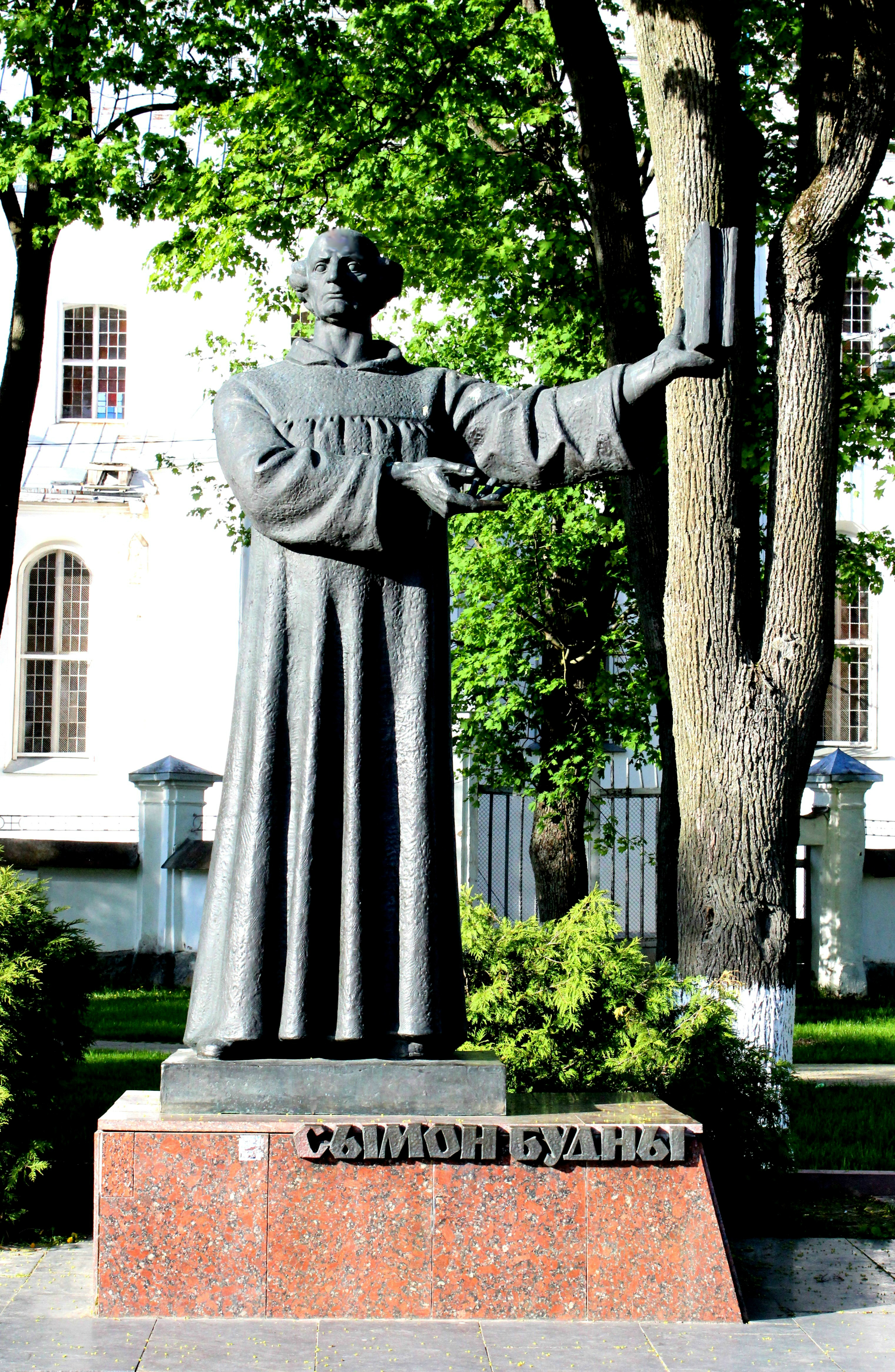
Памятник Симону Будному в Несвиже, 1982

Родился скорее всего на Подляшье близ Гонёндза в русской (белорусской) семье. Закончил Краковскую академию, учился в Италии, Швейцарии, был одним из наиболее образованных людей своего времени. Симон Будный глубоко проникся реформационными идеями, и вскоре между тогдашними новаторами прослыл человеком высокого образования и неутомимой деятельности. Образование он получил в Краковской академии (ныне Ягеллонский университет) и, возможно, в Базельском университете. Поэтому виленский воевода князь Николай Радзивилл, по прозванию Чёрный, заложивший около 1552 года соборную церковь кальвинистского, или, как тогда называли ещё, гельвецкого вероисповедания в Клецке, пригласил Будного на место пастора. Симон Будный вместе с Матвеем Кавечинским, наместником несвижским, и тамошним пастором Лаврентием Крышковским с 1562 года начал издавать в Несвижской типографии сочинения на польском, латинском и белорусском языках, главным образом, с целью распространения протестантского учения. 10 июня 1562 года издал на западнорусском книжном языке (старобелорусском) в Несвиже «Катехизис» — книгу с краткими вопросами и ответами на христианские темы. Позднее она переиздавалась в Стокгольме в 1628 году и в Минске в 2005 и 2012 годы.
Затем, разочаровавшись в популяризации белорусского языка и став писать по-польски, он, побуждаемый Кавечинским и Крышковским, занялся переводом всей Библии на польский язык, которая была напечатана в 1572 году.
Симон Будный недолго оставался усердным кальвинистом: не найдя в учении Кальвина того, чего искал, он перешёл в лагерь антитринитариев (социниан) и усердно начал распространять учение. Князь Николай Радзивилл начал убеждать его бросить новое учение, но не смог, поскольку умер. Новый владелец Несвижа — Николай Радзивилл Сиротка, будучи ревностным католиком, стал притеснять протестантов. Симон Будный вынужден был покинуть Несвиж. По приглашению он возглавил общину протестантов сперва в Холхлово (близ Молодечно), затем в Заславле, а в 1573 г. перебрался в местечко Лоск, принадлежащее Яну Кишки, жмудскому старосте и литовскому кравчему, стороннику протестантизма. Здесь С. Будный опять начал издавать сочинения на польском и латинском языках. В этих сочинениях было высказано много новых и смелых мнений, которые вызвали сильный переполох в обществе.
В 1582 году в Луславицах состоялся собор, на котором «польские братья» постановили отстранить Симона Будного от исправления духовных обязанностей. Это заставило Будного частично отречься от некоторых своих взглядов. В 1583 году он издал книгу «Про светскую власть», где описал историю своих социальных и религиозно-философских разногласий с «радикальными» кальвинистами относительно государственных должностей и воинской повинности протестантов. За издание этой книги на соборе в Венгруве 1584 года «польские братья» исключили Симона Будного из братской общины, но в конце 1580-х он примирился с ними. В 1589 году в Полоцке Будный полемизировал с иезуитскими теологами, опровергая их тезис о бессмертии души.
Умер Симон Будный в деревне Вишнево (ныне Воложинский район, Минская область, Республика Беларусь) в 1593 году.

## Взгляды
Взгляды Симона Будного антитринитарны. Их можно охарактеризовать как унитарианство, конкретно — социнианство польских братьев, но в его более консервативной версии литовских братьев.
С точки зрения Симона Будного первородный грех (природная наклонность следовать злу) не случался в действительности: человек не предрасположен поступать дурно, свободен поступать хорошо. Иисус Христос не искупал первородный грех, а указал способ спасения души, в чём и заключается вся заслуга Иисуса Христа. Иисус Христос является не Богом-Сыном, а истинным, настоящим человеком, одарённым Божественными свойствами. Он настолько превосходил людей своей святостью, что Бог даровал ему такую божественную силу. Эта божественная сила — Святой Дух. Иисусу не следует поклоняться как Богу. Литовские братья полностью отменили его почитание.
Политические взгляды Симона характеризуются критикой крепостничества, иерархических церковных организаций католиков и православных, признанием возможности Царства Божьего на земле, прекращения войн и устранения неравенства, признанием возможности использования оружия и занятия государственных должностей.
Симона Будного обличали в том, что при переводе он по своему усмотрению расширял или сокращал текст евангелистов и вообще очень ловко изменял текст с целью оправдания своего учения. Например, он отобрал 26 цитат из Священного Писания, изменив их по своему усмотрению с целью доказать, что Иисус Христос не только не был Богом, но что и рождение Его не имело характера таинства, так что Ему не следует воздавать божеских почестей и т. д. Одарённый от природы быстротой и силой мысли, хорошо образованный, зная много древних и новых языков, отличаясь необыкновенным писательским талантом, С. Будный стал приобретать в Речи Посполитой множество сторонников своего учения.

## Сочинения
- «Катехизис, то есть наука стародавная христианская, от святого писма, для простых людей языка руского, в пытаниах и отказах събрана» (Несвиж, 1562 г.). Это — протестантский катехизис. В конце сказано, что «Доконана есть сиа кныга, зовемая греческим языком Катыхизис, а по-словенски Оглашение Богу… накладом боголюбивых мужей, пана Матиа Кавечинского, наместника несвизского, Симона Будного, Лаврентиа Крышковского» и пр. Переиздавалась 2 раза — в 1628 году в Стокгольме и в 2005 в Минске.
- «Об оправдании грешного человека перед Богом» (Несвиж, 1562) — это вторая напечатанная кириллическим шрифтом книга, вышедшая из несвижской типографии.
- «О przednieyszych wiary chrześciańskiey artykułach; t. j. o Bogu jedynem, o Synu Jego i о Duchu Swiętym. Wyznanie proste z Pisma Świętego przez Simona Budnego krótko spisane, a za zezwoleniem Bracie niektórey w Litwie i na Rusi wydane Ktemu obrona tegoż wyznania broniąca, przez tegoż napisana» (Drukowano w Łosku przez Jana Karcana z Wieliczki, 1576). С критикой этой книги выступали многие, например Мартин Бялобржеский, польский богослов и проповедник XVI в.